# میرا (بازیگر)
میرا (اردو: میرا؛ زادهٔ ۱۲ مهٔ ۱۹۷۷) با نام اصلی ارتضی رباب هنرپیشه اهل پاکستان است.
از فیلم‌ها یا برنامه‌های تلویزیونی که وی در آن نقش داشته‌است می‌توان به بلی، آتش و عشق خدا اشاره کرد. میرا همچنین برندهٔ جوایزی همچون جایزه نگار شده‌است.